# Valburga
Valburga je naselje v Občini Medvode, ki leži ob bregu Zbiljskega jezera.

## Izvor krajevnega imena
Današnje ime kraja, kateri se je do leta 1952 imenoval Sv. Valburga, je poimenovano po svetnici sv. Valburgi (710-779), v Nemčiji živeči angleški opatinji, kateri je posvečena tamkajšna cerkev. 
- Zanimivost

Lokalno krajevno ime: Šentómprga